# 胜利佳丽
《胜利佳丽》为Black Chicken Studios开发的艦娘主题手机游戏。

## 简介
该游戏2016年在kickstart上发起众筹，众筹时计划于2017年3月发布。但是直到2021年8月21日才开启了面向支持者的封闭测试。最终，游戏于2023年2月22日发布。
该游戏的剧情发生在架空的二战世界中，在这个历史分支中，军舰觉醒了自我意识，化身为“佳丽”（belles）与敌人进行对抗。游戏中将会有来自七个主要海军国家的超过160艘舰船出场。